# Слуцький літопис
Слу́цький літо́пис — ранньомодерний литовський літопис (хроніка). Написана у середині XVI ст. старобілоруською мовою. Єдиний відомий список 3-ї, скороченої, редакції першого літописного зводу Великого князівства Литовського 1446 року. На полях рукопису подано деякі дані з історії князів Слуцьких, на основі чого припускають, що рукопис створено у Слуцьку (Білорусь). Складається із двох частин. У першій частині в центрі уваги — діяльність Вітовта; розповідається також про великих князів литовських Ольгерда, Кейстута, Ягайла, київського князя Скиргайла Ольгердовича, про Синєводську битву 1362 та битву на Ворсклі (див. Ворскла, битва на річці 1399). Є відомості про митрополита Київського Григорія Цамблака, про те, як князь Дашко Острозький захопив Кременець і звільнив з ув'язнення Свидригайла Ольгердовича (1418). Друга, менша, частина — це стисла історія Київської Русі від 970 (вокняжіння Володимира Святославича в Новгороді Великому) до 1237 (монголо-татарська навала). Літопис був придбаний етнографом І.Сахаровим, а потім перейшов до зібрання Олексія Уварова. Нині пам'ятка зберігається у відділі рукописів Історичного музею в Москві (зібрання О.Уварова, № 1381 (153)). У рукопису втрачено перші аркуші.

## Назва
- Слу́цький літо́пис — за  Слуцьком, місцем походження літопису.
- Ува́ровський літо́пис — за власником колекції, Олексієм Уваровим.

## Місце зберігання
- Росія, Москва, Історичний музей, відділ рукописів, зібрання О. Уварова, № 1381 (153)

## Видання
- Слуцкая летопись // Полное собрание русских летописей (ПСРЛ), Т.35. Летописи белорусско-литовские. Москва, 1980.
- Слуцкая летопись. Виленская летопись. Летопись Археологического общества // Гісторыя Беларусі IX—XVIII стагоддзяў. Першакрыніцы.